# Universidade de Alcalá
Universidade de Alcalá é uma instituição de ensino superior de Espanha - situada na localidade de Alcalá de Henares, na Comunidade autónoma de Madrid. 
Fundada em 1977 com a descentralização universitária, abarcando diversos centros universitários da Universidade Complutense de Madrid, estabelecidos em 1975 no município alcalaíno, alguns dos quais ocupando instalações da antiga Universidade Cisneriana. Possui mais de 19 615 alunos.

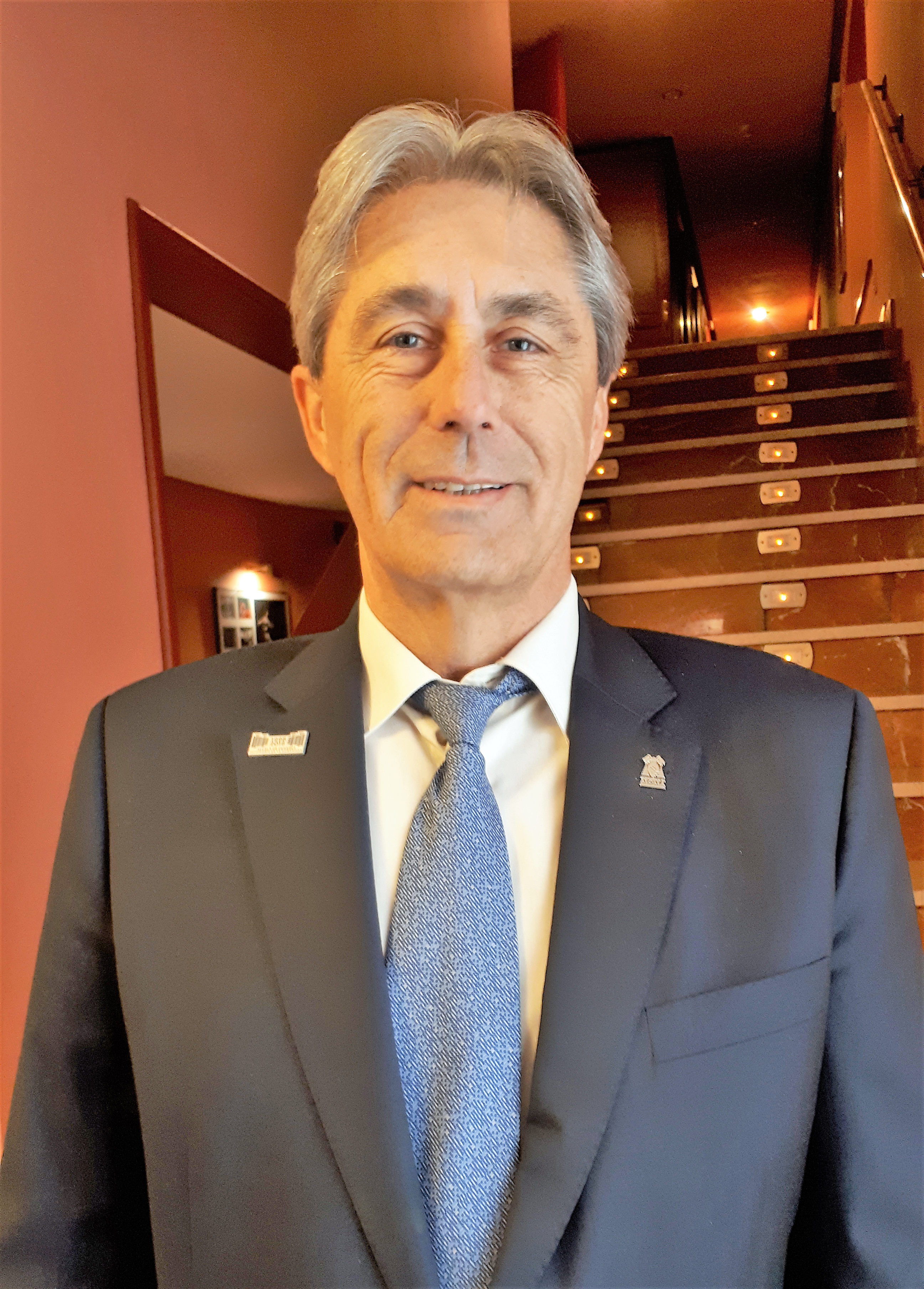
José Vicente Saz Pérez (Reitor da Universidade de Alcalá, 2018).

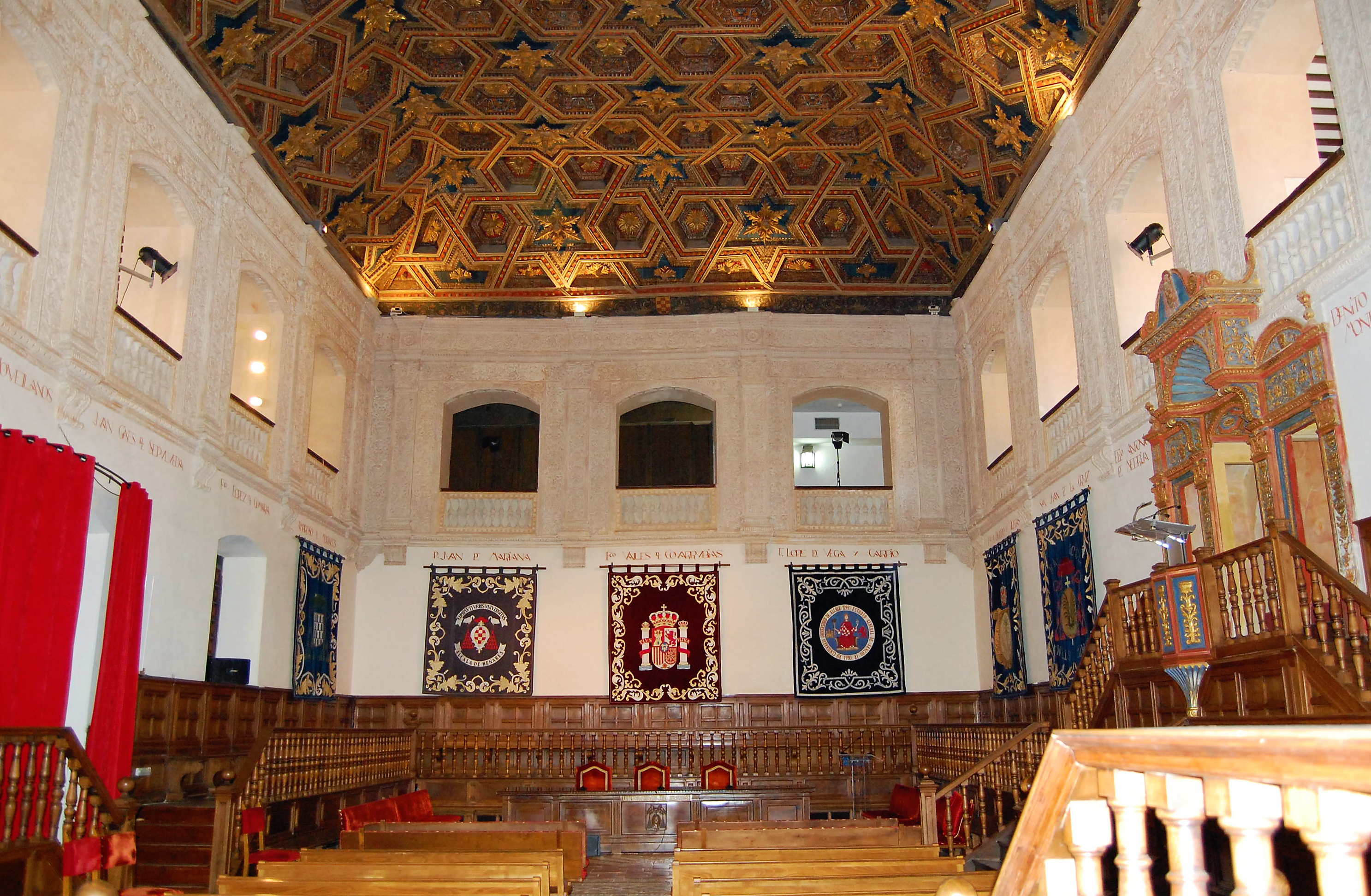
Auditório da Universidade de Alcalá.